# Виченца (герцогство)

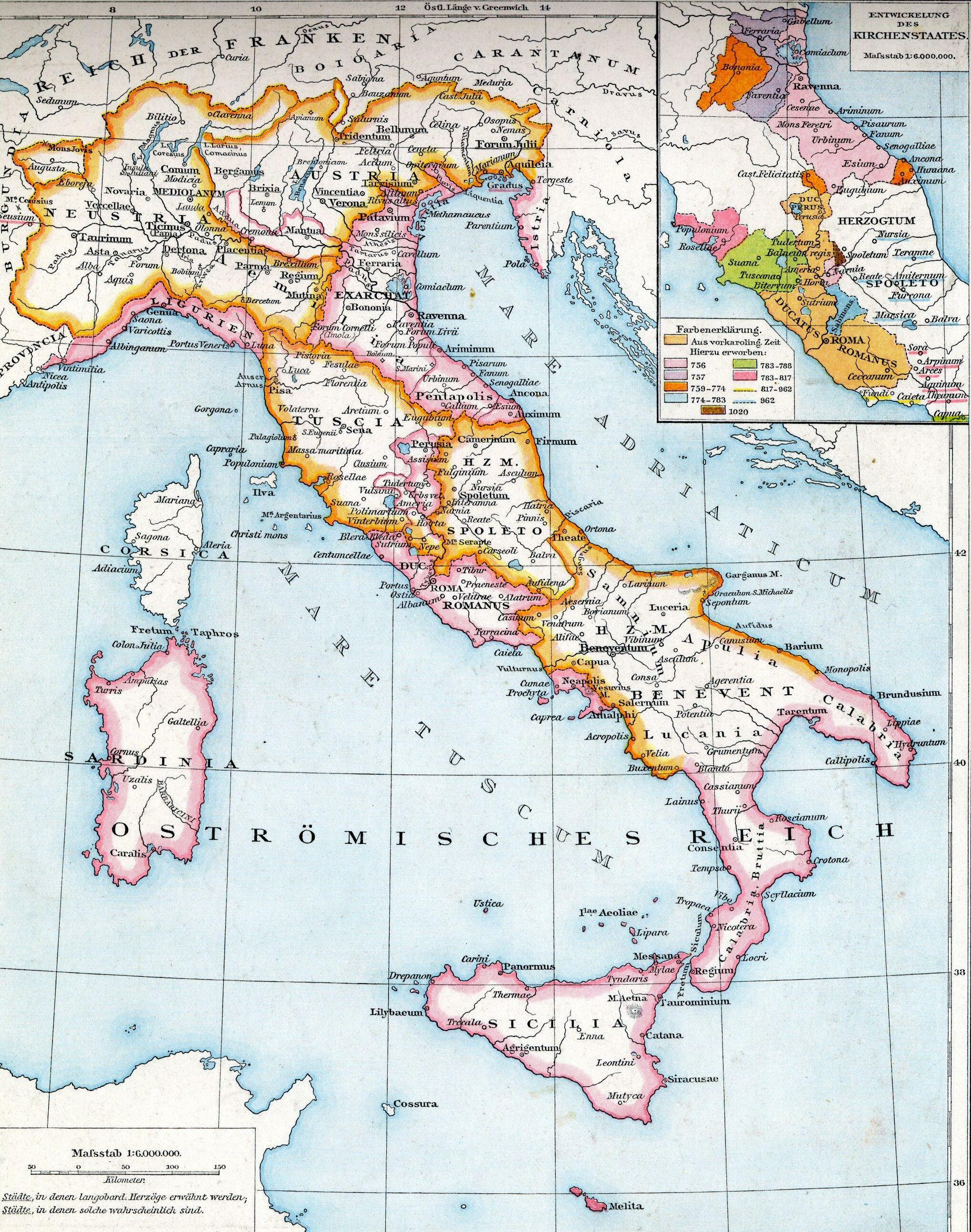
Виченца в составе Лангобардского королевства

Герцогство Виченца (итал. Ducato di Vicenza) — историческое государство Италии, находившееся под властью Лангобардского королевства.

## История

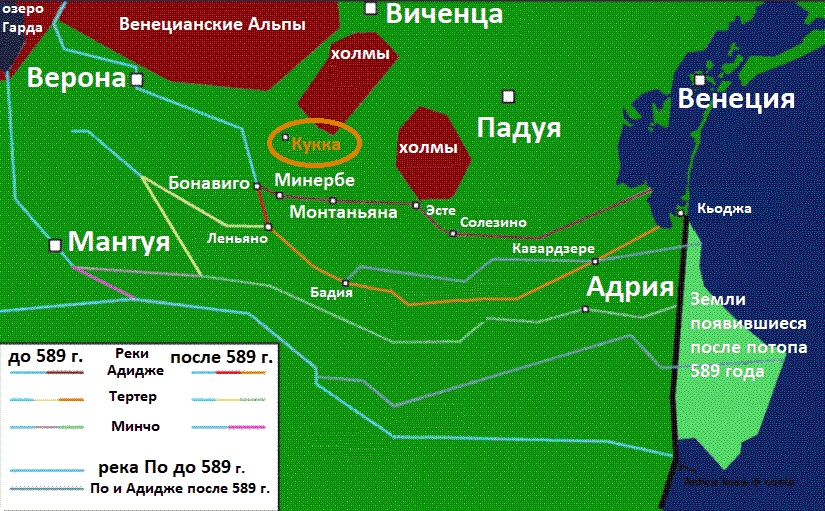
589 год Италия. Последствие вторжения Лангобардов. Место гидравлического прорыва Rotta della Cucca (Breach at Cucca). Город Кукка — современный город Веронелла. Прорыв повлек за собой наводнения, прорывы других дамб и изменения русел рек, спровоцировав «Эффект Домино», из-за чего порт Адрия, давший свое имя Адриатическому морю оказался на 22 километра в глубине материка. Вторжение Лангобардов в Западную Римскую Империю и разорение ими сельскохозяйственных угодий, с целью изоляции крупных итальянских городов, привели к тому, что десятки дамб и плотин и дренажных каналов оказались без ежегодного дорогостоящего ремонта.

Результате Византийско-готских войн город Виченца был практически полностью разрушен. В 568 году лангобарды под предводительством Альбоина вторглись в северо-восточную Италию. Виченца была сдана византийцами без боя, по мнению некоторых историков, по договору между сторонами. Для лангобардов герцогство имело важное стратегическое значение по контролю над Падуей, которая имела важное стратегическое значение из-за того, что к ней сходилась сеть римских дорог, ведущих в из Западной Римской Империи в Восточную, откуда могла прийти византийская армия. От Падуи шла дорога Via Romea Germanica, которая выводила на побережье Балтийского моря. Лангобарды сделали столицей Лангбардского королевства город Павию, которая находилась намного западнее и следовательно была лучше защищена не только от потенциальной византийской угрозы с востока, но и от других восточных и северо-восточных варварских племен. В 601 году Падуя была взята штурмом и разорена лангобардами во главе с Агилульфом.
Лангобардские правители Виченцы несут ответственность за прорыв дамбы в Кукко, вызвавшее сильнейшее наводнение в истории Италии, приведшее к большим человеческим жертвам и изменению русел нескольких рек. В результате наводнения морской порт Адрия, давший название Адриатическому морю, оказался на 22 километра в глубине материка. Огромные сельскохозяйственные территории были затоплены и обезлюдели. Многие дороги идущие вдоль адриатического побережья оказались заблокированы. Падуя и другие города оказались отсечены от нескольких стратегических римских дорог, ведущих к Равенне.
Лангобарды принесли с собой арианство, которое восприняло и местное население. В 590 году в Виченце появляется епархия.
Герцог Виченцы участвовал в восстании герцога Тренто и Брешии Алахиса в 688 году. В 689 году король Куниперт победил и убил Алахиса в битве при Корнате. Территория герцогства была разбита на гастальдства. В 732 году племянник короля Лиутпранда Гильдепранд и герцог Виченцы Паредео овладели столицей Равеннского экзархата. Однако в 734 году венецианцы прибыли с флотом к Равенне и захватили город. Гильдепранд был пленён, а храбро сражавшийся Паредео погиб.
Последний герцог Гайдо вместе с Ротгаудом и Стабилином боролся против франков, но потерпел поражение в 776 году.

## Список герцогов
- Вехтари — герцог Виченцы и Фриули (до 671 года)
- Паредео — герцог Виченцы (до 735 года)[4]
- Гайдо — герцог Виченцы (до 776 года)[10]